# Laurentius Bureus
Laurentius Bureus (Lars Bure), född 1623 eller 1624, död 1665 i Stockholm, var en svensk riksantikvarie och professor.

## Biografi
Laurentius Bureus var son till Jacobus Johannis Zebrozynthius, som vid hans födelse var hovpredikant, och Katarina Nilsdotter Stiernman, en dotter till ärkebiskop Nicolaus Olai Bothniensis och Elisabet Grubb från Bureätten. Årtalet för hans födelse är oklart eftersom hovförsamlingen inte förde protokoll över döpta, men hans äldre syster Katarina, sedan gift med ärkebiskop Laurentius Stigzelius, var född i januari 1622 och hans yngre bror Nils, adlad Burensköld var född i mars 1625, varför hans födelseår måste vara antingen 1623 eller 1624. Han var ett av faderns sju barn, och näst äldste son. 
Han fick privat undervisning i hemmet, först av sin släkting Erik Palmskiöld som torde ha varit den som fick honom intresserad av fornforskning. Den 4 november 1640 inskrevs han vid Uppsala universitet där han tydligen främst ägnade sig åt detta ämne. Vid sidan av sina akademiska studier fick han också undervsining av Johannes Thomae Bureus, det ledande namnet inom fornforskningen och tillika släkting. Johannes Bureus, som han en tid verkar ha varit inneboende hos, undervisade honom i runtolkning och att tyda handskrifter. Johannes Bureus genomdrev att Laurentius Bureus fick ett stipendium in suprema classe politicum av konsistoriet för att biträda honom under hans forskningsresor i Sverige.
Det är möjligt att Laurentius Bureus år 1651 var translator regius, eftersom han detta år arbetade på Riksarkivet med titeln translator. Samma år reste han utrikes, troligen finansierat genom att han var mentor åt någon förmögen ung adelsman, och var inskriven på universitetet i Leiden, besökte flera europeiska städer samt studerade för Ole Worm.
Sedan Johan Axehielm år 1655 lämnat ämbetet som riksantikvarie och posten varit vakant i två år, återvände Laurentius Bureus till Sverige och erbjöds att efterträda honom. Dock förekommer olika samtida uppfattningar om när han skulle ha tillträtt, medan den numera rådande uppfattningen är att året var 1657. Orsaken till förvillelsen är att Bureus utnämndes av riksrådet under förmyndarregeringen, och att kungen sedan förnyade fullmakten 1660 och Bureus än en gång avlade ämbetsmannaförsäkran 1661. 
Bureus fick 900 rdl smt i lön som riksantikvarie, men eftersom kansliet inte ansåg det vara nödvändigt att alltid utbetala ämbetsmännens löner (Axehielm fick aldrig sin utlovade lön) var han ändå tvungen att ha en extrainkomst. Hans bror Johannes Jacobi Bureus och svåger Stigzelius hjälpte honom genom att samma år, 1657, utse honom till universitetslärare i antiquitafcibus patriæ. Senare samma år fick professorn i historia Emund Gripenhielm anställning vid hovet, varpå Bureus utsågs av kungen den 24 januari 1658 till hans efterträdare. Professorsinstallationen skedde den 28 september.
Något senare 1658 kallades Bureus till kungliga kansliet som  Secretarius veteris Cancelleriæ, och universitetet utlyste en efterträdare till hans professur i maj.
I ämbetsmannabeskrivningen för riksantikvarien framgår att ämbetet var tänkt som en forskartjänst, men under Bureus började också fornvård att innefattas i uppgifterna. Orsaken var att det intresse för fornsaker som Johannes Bureus väckt lett till att privatpersoner började ta fornminnen samt att en del fornminnen förföll.
Bureus var en av de få under hans samtid som kunde läsa fornisländska, och hans ämbetsmannaperiod sammanfaller med att Sverige fick sitt första förvärv av fornisländsk litteratur: 1651 köpte drottning Kristina Stephanius bibliotek som innehöll fornisländska texter, vilka så småningom hamnade hos Magnus Gabriel De la Gardie, Laurentius Bureus vän och gynnare. 1658 tog Sverige i krigsbyte en dansk privatmans bibliotek som också innehöll isländsk litteratur. Bureus minne för eftervärlden är främst knutna till hans insatser som lingvist och genom hans avskrifter och översättningar av medeltida handskrifter. Han efterlämnade en egen handskrift över runstenar i Uppland i två band, samt Lexicon Antiquæ Lingvæ Scantzianæ (med undertiteln "Thet ähr Swea och Götha forne tungomåls orde samnadh") av vilket han hann slutföra två band med bokstäverna A och B.
Förkomna men omtalade verk är Een Kort underwisning om Runeskrifften medh anledning huruledes den samma å stenom bör läsas och rädelig uth tyda och Relation öfwer Ryske handlingar ifrån 1607 till 1613.
De äldsta codex över Västgötalagen och den fornisländska Oláfssaga ins helga finns bevarad genom handskrifter och översättningar av Bureus, och förvaras på Kungliga biblioteket.
Lurentius Bureus avled hastigt i december 1665, och Storkyrkans klockar ringde den 30 december. Begravningen verkar ha blivit enkel och finns inte omnämnd. Han var ogift hela livet och barnlös.